# Die Spaziergängerin von Sans-Souci
Die Spaziergängerin von Sans-Souci (Originaltitel: La passante du Sans-Souci) ist ein französisch-deutscher Film aus dem Jahr 1982. Regie führte Jacques Rouffio, das Drehbuch schrieb Jacques Kirsner. Der Film basiert auf dem gleichnamigen Roman von Joseph Kessel.

## Handlung
Während einer Unterredung erschießt Max Baumstein, der angesehene Präsident einer Menschenrechtsorganisation, den Botschafter Paraguays in Frankreich, Federico Lego. So erfahren die Öffentlichkeit und erst jetzt auch seine Frau Lina vom Leidensweg Baumsteins unter der Nazi-Diktatur. In Rückblenden ist zu sehen, wie  Max durch eine brutale Misshandlung durch die SA eine lebenslange Gehbehinderung davonträgt. Das Ehepaar Wiener nimmt ihn auf und pflegt ihn. Schließlich wandert Max mit Elsa Wiener, die seiner späteren Frau Lina zum Verwechseln ähnelt, nach Paris aus. Michel Wiener bleibt noch im Deutschen Reich, um seinen Verlag zu verkaufen. Er wird jedoch verhaftet und zu fünf Jahren Haft in einem Konzentrationslager verurteilt. Elsa Wiener verdingt sich einstweilen als Sängerin und Animierdame in einem Pariser Cabaret. Durch ihren persönlichen Einsatz kann sie schließlich die Freilassung ihres Mannes erreichen. Dieser und auch sie selbst werden jedoch bereits kurz nach seiner Ankunft in Paris durch einen Botschaftsmitarbeiter des Deutschen Reichs, eben jenen späteren Botschafter Paraguays, erschossen.

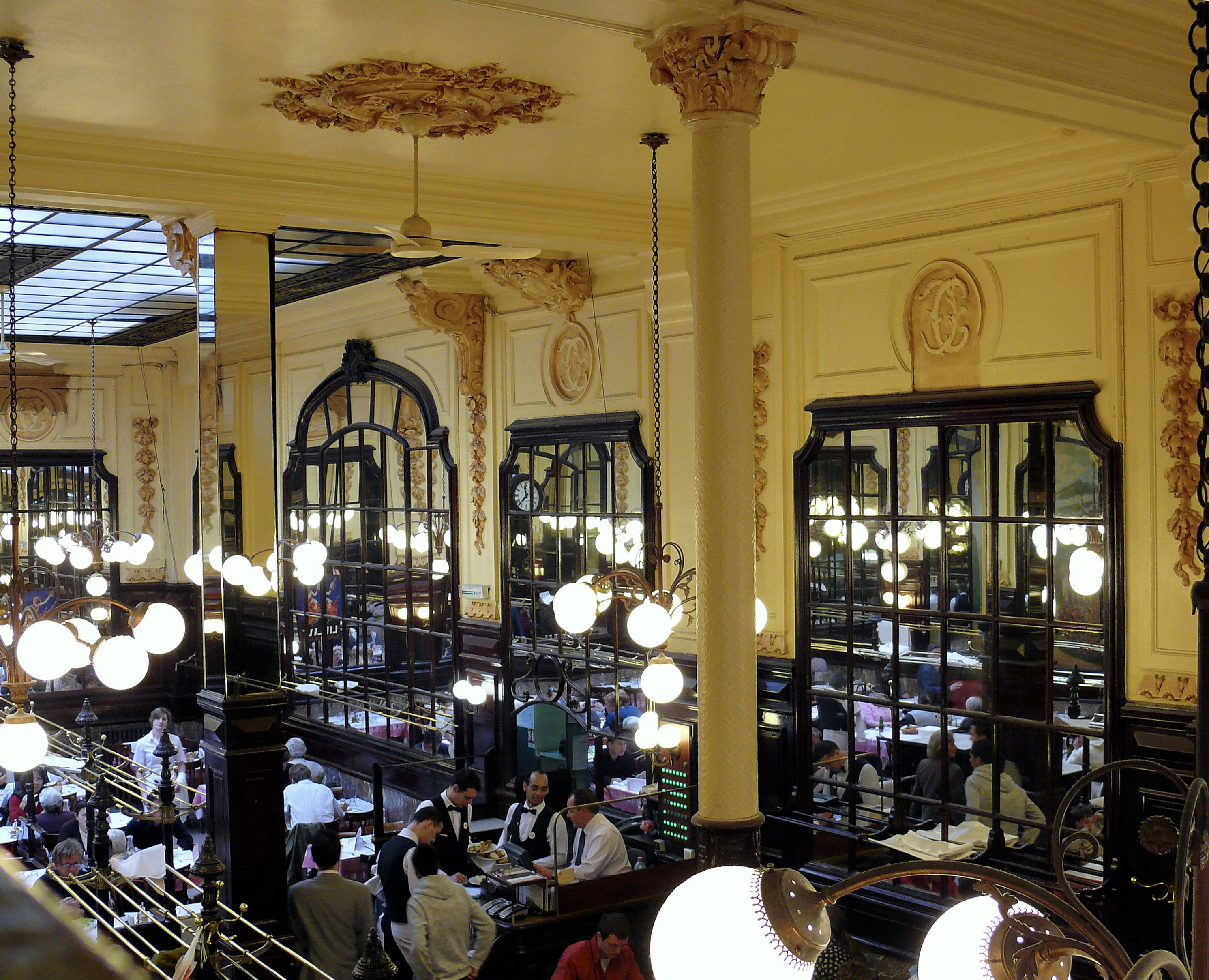
Einer der Drehorte, das Restaurant Bouillon Chartier in Paris

## Kritiken
„Als große Rückblende erzählter melodramatischer Liebesfilm mit politischen Bezügen, der arg konstruiert wirkt und die heraufbeschworene Nazi-Zeit eher als nostalgisch angehauchte Zeitkulisse einsetzt. Herausragend allein die schauspielerische Leistung Romy Schneiders in ihrer letzten Rolle.“

„‚Die Spaziergängerin von Sans-Souci‘ ist damit das letzte Dokument des viel zitierten ‚gebrochenen Herzens‘, an dem Schneider aus Sicht vieler Fans kurz nach der Premiere starb. Vor allem aber ist der Film ein Dokument ihrer schauspielerischen Einzigartigkeit. […] Sie war eine der großen Künstlerinnen unter den Schauspielerinnen, allein das macht auch ‚Die Spaziergängerin von Sans-Souci‘ zum Kunstwerk.“

## Kinostart
Der Kinostart in Frankreich war am 14. April 1982, in der Bundesrepublik Deutschland am 22. Oktober 1982 und in der DDR am 13. Mai 1983.

## Auszeichnungen
- William Robert Sivel und Claude Villand erhielten 1983 einen César in der Kategorie Bester Ton.
- Romy Schneider wurde als beste Schauspielerin nominiert.
- Georges Delerue war nominiert für die beste Filmmusik.
- Gérard Klein war nominiert als bester Nebendarsteller.

## Sonstiges
- Der Titel des Films und der literarischen Vorlage (Titelübersetzung wörtlich: Die Passantin vom [Café] Sans-Souci) beziehen sich auf ein Pariser Café namens Sans-Souci.[5]
- Die Spaziergängerin von Sans-Souci ist der letzte Film mit Romy Schneider. Er trägt im Vorspann die Widmung Für David und seinen Vater. Gemeint sind Romy Schneiders Sohn David, der 1981 tödlich verunglückt war, und dessen Vater, Romy Schneiders geschiedener Ehemann Harry Meyen, der sich 1979 in Hamburg das Leben genommen hatte.
- Eigentlich hätte Romy Schneider mit David vor der Kamera stehen sollen. Bei den Dreharbeiten wurden die Szenen, die sie dann mit einem anderen Jungen in der Rolle des kleinen Max spielte, eine große Belastung.[5]
- Wendelin Werner, der Davids Rolle des jungen Max Baumstein übernahm, wurde ein international angesehener Mathematiker. Er erhielt mehrere Auszeichnungen, darunter die Fields-Medaille im Jahr 2006.
- Infolge ihres plötzlichen Todes konnte Romy Schneider sich in diesem letzten Film nicht mehr selbst synchronisieren. Dies übernahm Eva Manhardt, die bereits in Das alte Gewehr Romy Schneider synchronisiert hatte.[6]
- Das Chanson d'exil, eine bekannte Melodie aus diesem Film, ist in verschiedenen Besetzungen zu hören: Violine in Begleitung eines Streichensembles, Roma-Ensemble und am Filmende als Lied. Der Liedtext stammt von Jacques Kirsner sowie Micheline Gautron, der Ehefrau des Filmkomponisten Georges Delerue, und wird von der französischen Chansonnière Talila gesungen.

## Trivia
Max Baumstein überreicht seiner Frau Lina als Geschenk aus New York ein Gemälde des Malers Moise Kisling. Er raucht eine enorme Menge Zigaretten der Marke Gitanes.